# Felix Krämer

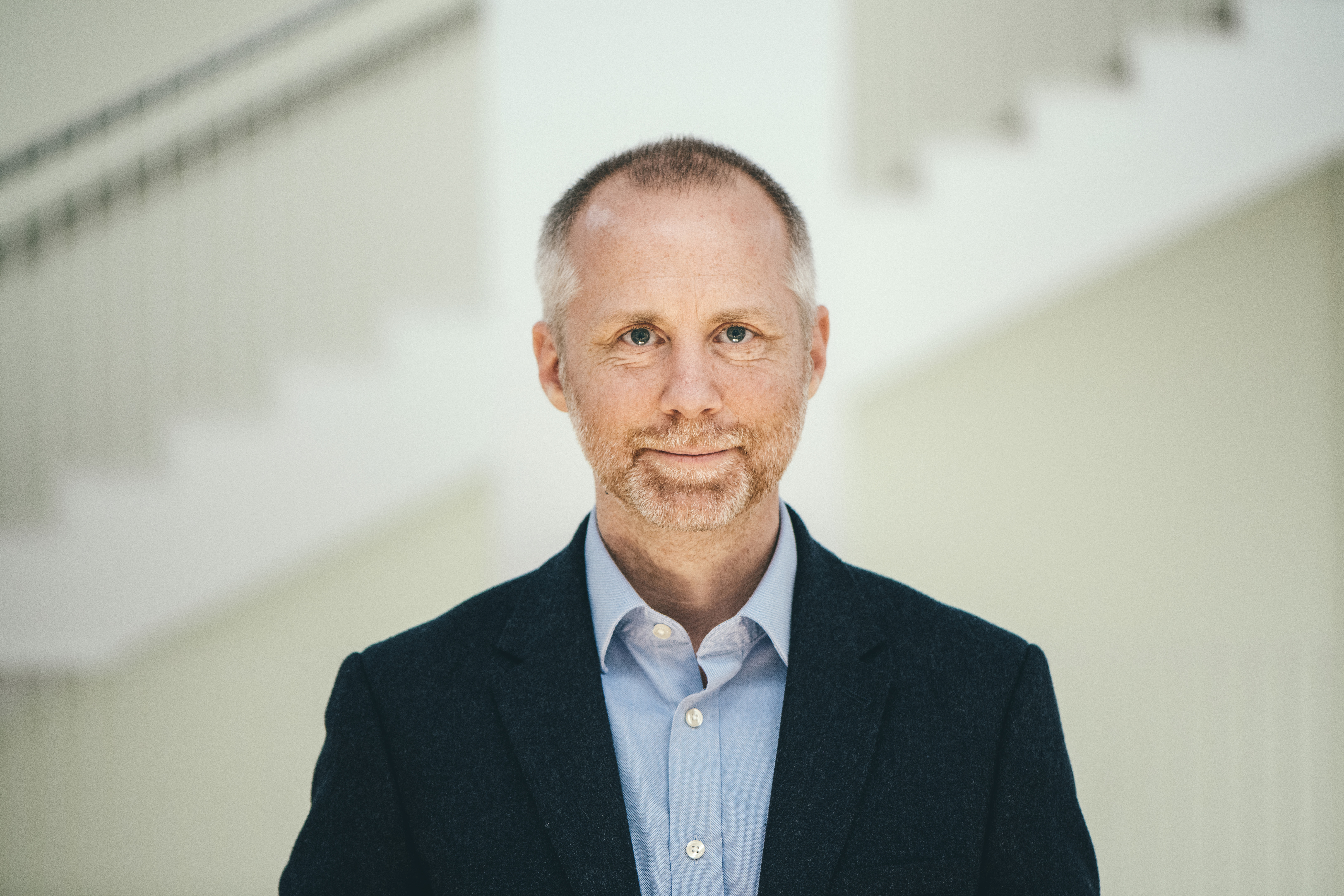
Generaldirektor Felix Krämer (2019), Foto: Hartmut Bühler

Felix Krämer (* 1971 in Cambridge) ist ein deutsch-britischer Kunsthistoriker und Kurator. Seit dem 1. Oktober 2017 ist Krämer Generaldirektor und künstlerischer Leiter der Stiftung Museum Kunstpalast in Düsseldorf. Seit 2020 ist Krämer auch für das fusionierte NRW-Forum Düsseldorf verantwortlich.

## Leben
Felix Krämer wurde als Sohn des Fotografen Volker Krämer geboren, seine Mutter ist Britin. Er studierte von 1993 bis 1999 Kunstgeschichte, Klassische Archäologie und Volkskunde an der Universität Hamburg und war von 1996 bis 1999 Assistent des Kurators Christoph Geissmar-Brandi, bevor er im Jahr 2000 seine freie Kuratorentätigkeit für die Hamburger Kunsthalle aufnahm. 2005 wurde er in Hamburg bei Monika Wagner und Wolfgang Kemp mit der Arbeit Das unheimliche Heim. Zur Interieurmalerei um 1900 promoviert. Von 2004 bis 2006 arbeitete er als wissenschaftlicher Assistent an der Hamburger Kunsthalle. Im Anschluss war er bis 2008 Kurator und Referent des Direktors Hubertus Gaßner. Parallel dazu organisierte er Ausstellungen für die Royal Academy of Arts, London und das Nationalmuseum für westliche Kunst, Tokio.
2008 holte Max Hollein ihn als Sammlungsleiter der Kunst der Moderne an das Städel Museum, Frankfurt am Main. Dort verantwortete er 2011 die Neupräsentation der Sammlung Kunst der Moderne nach der Erweiterung des Museums. Im Mai 2013 wurde ihm die Auszeichnung Chevalier dans l’Ordre des Arts et des Lettres verliehen.
2017 übernahm Felix Krämer die Generaldirektion des Kunstpalastes von Beat Wismer. 2023 eröffnete die von ihm gemeinsam mit Felicity Korn und Westrey Page kuratierte Schausammlung, die Exponate aus allen Gattungen aus elf Jahrhunderten vereint und Verbindungen zu aktuellen Themen herstellt. Die chronologische Präsentation zeigt Gemeinsamkeiten frei von stilgeschichtlichen Kategorisierungen und unabhängig von der Werkherkunft, um Neuentdeckungen und Perspektivwechsel zu ermöglichen. Nach der Fusion des Kunstpalastes mit dem NRW-Forum Düsseldorf im Jahr 2020 ist Krämer ebenfalls für das NRW-Forum Düsseldorf als Generaldirektor verantwortlich. Mit „It’s a match“ stellte Krämer in der Städtischen Galerie im Park in Viersen im Februar 2025 seine mit der Handykamera aufgenommenen Fotos vor: Schnappschüsse, die Besucherinnen und Besucher in Museen zeigen. 
Krämer wohnt in Düsseldorf, er ist verheiratet und hat drei Kinder.

## Kuratierte Ausstellungen (Auswahl)
- 2024: Vilhelm Hammershøi. Silence. Galerie Hauser & Wirth, Basel 2024; ISBN 978-3-906915-96-8
- 2024: Tony Cragg. Please touch. Kunstpalast, Düsseldorf
- 2023: Der Neue Kunstpalast (Neupräsentation der Sammlung) Kunstpalast, Düsseldorf; ISBN 978-3-86832-677-2
- 2020: Peter Lindbergh. Untold Stories, Kunstpalast, Düsseldorf; ISBN 978-3-8365-7991-9
- 2019/2020: Making van Gogh. Geschichte einer deutschen Liebe, Städel Museum, Frankfurt am Main, ISBN 978-3-7774-3297-7

- 2017/2018: Matisse – Bonnard. „Es lebe die Malerei!“, Städel Museum, Frankfurt am Main[6]; Katalog: ISBN 978-3-7913-5631-0

- 2016/2017: Geschlechterkampf. Franz von Stuck bis Frida Kahlo, Städel Museum, Frankfurt am Main[7][8], Katalog: ISBN 978-3-7913-5572-6
- 2015: Monet und die Geburt des Impressionismus, Städel Museum, Frankfurt am Main;[9][10][11] Katalog: ISBN 978-3-7913-5414-9
- 2014: Emil Nolde. Retrospektive, Städel Museum, Frankfurt am Main und Louisiana Museum of Modern Art, Humlebæk;[12] Katalog: ISBN 978-3-7913-5336-4
- 2013: Hans Thoma. Lieblingsmaler des deutschen Volkes, Städel Museum, Frankfurt am Main; Katalog: ISBN 978-3-86832-154-8
- 2013: L'ange du bizarre. Le romantisme noir de Goya à Max Ernst, Musée d’Orsay, Paris; Katalog: ISBN 978-2-35433-122-1
- 2012: Schwarze Romantik. Von Goya bis Max Ernst, Städel Museum, Frankfurt am Main;[13][14] Katalog: ISBN 978-3-7757-3372-4
- 2010: Ernst Ludwig Kirchner. Retrospektive, Städel Museum, Frankfurt am Main;[15] Katalog: ISBN 978-3-7757-2552-1
- 2008: Vilhelm Hammershøi. Poetry of Silence, The Royal Academy, London und National Museum of Western Art, Tokio; Katalog: ISBN 978-1-905711-28-4
- 2008: Félix Vallotton. Idylle am Abgrund, Hamburger Kunsthalle und Kunsthaus Zürich; Katalog: ISBN 978-3-85881-194-3
- 2007: Seestücke. Von Max Beckmann bis Gerhard Richter, Hamburger Kunsthalle; Katalog: ISBN 978-3-7774-3665-4
- 2007: Das Schwarze Quadrat. Hommage an Malewitsch, Hamburger Kunsthalle; Katalog: ISBN 978-3-7757-1948-3
- 2005: Seestücke. Von Caspar David Friedrich bis Emil Nolde, Hamburger Kunsthalle; Katalog: ISBN 3-7913-3486-7
- 2003: Vilhelm Hammershøi, Hamburger Kunsthalle; Katalog: ISBN 3-7672-1423-7

## Schriften (Auswahl)
- Vilhelm Hammershøi: Silence, Verlag der Buchhandlung Walther König, Köln 2024, ISBN 978-3-7913-5631-0
- Der neue Kunstpalast (Hrsg. Felix Krämer mit Felicity Korn und Westrey Page), Wienand Verlag, Köln 2023, ISBN 978-3-89770-331-5
- Felix Krämer: Claude Monet. (Beck’sche Reihe), C.H. Beck, München 2017, ISBN 978-3-406-70642-4
- Making van Gogh: Katalog zur Ausstellung im Städel Museum Frankfurt 2019/2020, hrsg. von Alexander Eiling und Felix Krämer, Hirmer, München 2020; ISBN 978-3-7774-3297-7
- „Hauptsache, es knirscht. Ein Gespräch mit Susanne Gaensheimer, von heute an Direktorin der Kunstsammlung NRW, und mit Felix Krämer, der im Oktober Generaldirektor im Museum Kunstpalast wird“, in Frankfurter Allgemeine Zeitung, Feuilleton, Ausgabe vom 1. September 2017
- „Auch Caravaggio war mal vergessen. Hat ein Kanon für die Kunst überhaupt etwas mit Qualität zu tun? Dagegen spricht eine Menge guter Gründe“, in: Frankfurter Allgemeine Zeitung, Feuilleton, Ausgabe vom 22. Juni 2017
- „Vilhelm Hammershøi. Interior, Strandgade 30“, in: At Home with Hammershøi, Ausst.-Kat. Ordrupgaard, Esbjerg 2016, S. 85–133, ISBN 978-87-88692-34-1
- „Frankfurts Mona Lisa hat zwei linke Füße“, in: Frankfurter Allgemeine Zeitung, Feuilleton, Ausgabe vom 19. Juli 2016
- „Les espaces de l’âme. Frères d’esprit – Pierre Bonnard et Odilon Redon“, in: Pierre Bonnard. Peindre l’arcadie, hrsg. von Guy Cogeval und Isabelle Cahn, Ausst.-Kat. Musée d’Orsay, Paris 2015, S. 92–105, ISBN 978-2-7541-0815-7

- „Adolph Menzel“, in: Mind’s Eye: Masterworks on Paper from David to Cézanne, Ausst.-Kat. Dallas Museum of Art, Dallas 2014, S. 94–95, ISBN 978-0-300-20721-7

- „Eine neue Kunst. Peder Severin Krøyer und Vilhelm Hammershøi“, in: Dänemarks Aufbruch in die Moderne. Die Sammlung Hirschsprung von Eckersberg bis Hammershøi, hrsg. von Jenns Howoldt und Hubertus Gaßner, Ausst.-Kat. Hamburger Kunsthalle, Hamburg 2013, S. 36–43, ISBN 978-3-86218-056-1

- „Félix Vallotton. Maler, Grafiker, Schriftsteller“, in: Künstler als Wissenschaftler, Kunsthistoriker und Schriftsteller. Schriftenreihe für Künstlerpublikationen, hrsg. von Michael Glasmeier, Bremen 2012, S. 187–204, ISBN 978-3-89770-331-5

- „,A lion who painted lionsʻ: Jean-Léon Gérôme’s ,St Jerome’ rediscovered“, in: The Burlington Magazine, Vol. CLIV, Nr. 1309, April 2012, S. 251–252, ISSN 0007-6287

- Felix Krämer und Max Hollein (Hrsg.): Kunst der Moderne 1800–1945 im Städel Museum, Städel Museum, Frankfurt am Main, Ostfildern 2011, ISBN 978-3-7757-3027-3 (Neuauflage 2016, ISBN 978-3-7757-4161-3)

- „Édouard Vuillard. Kammerspiele“, in: Édouard Vuillard, Ausst.-Kat. Staatliche Kunsthalle Karlsruhe, Heidelberg 2008, S. 138–144, ISBN 978-3-86828-030-2

- Das unheimliche Heim. Zur Interieurmalerei um 1900. Böhlau, Köln und Wien 2007, ISBN 978-3-412-03506-8  (Neuauflage 2012) Dissertation
- ‚Mon tableau de genre’: Degas’s ‚Le Viol’ and Gavarni’s ‚Lorette’, in: The Burlington Magazine, Vol. CXLIX, Nr. 1250, Mai 2007, S. 323–325, ISSN 0007-6287
- Vilhelm Hammershøi, Hamburger Kunsthalle, 2003. Verlag Kunsthalle Hamburg, ISBN 3-7672-1423-7